# Stanislascollege Tienen
Het Tiense Stanislascollege was de tweede school die Constant Van Crombrugghe met zijn jozefieten oprichtte. Het college werd opgericht in 1840 na dat in Melle (College Melle) maar vóór dat van Leuven (Heilige-Drievuldigheidscollege). De school kwam er op vraag van aartsbisschop Sterckx, die na de Belgische Onafhankelijkheid in heel België een katholiek scholennet uitbouwde. In Tienen, met zijn sterk liberale gezindheid, kreeg het Stanislascollege nooit de volle wind in de zeilen. In 1888 moesten de Jozefieten de school noodgedwongen sluiten en werden de gebouwen en terreinen openbaar verkocht.
Het Stanislascollege vormt historisch gezien de schakel tussen de Augustijnenschool van het ancien régimee en het Onze-Lieve-Vrouwecollege, de moderne exponent in Tienen van het vrije onderwijs.

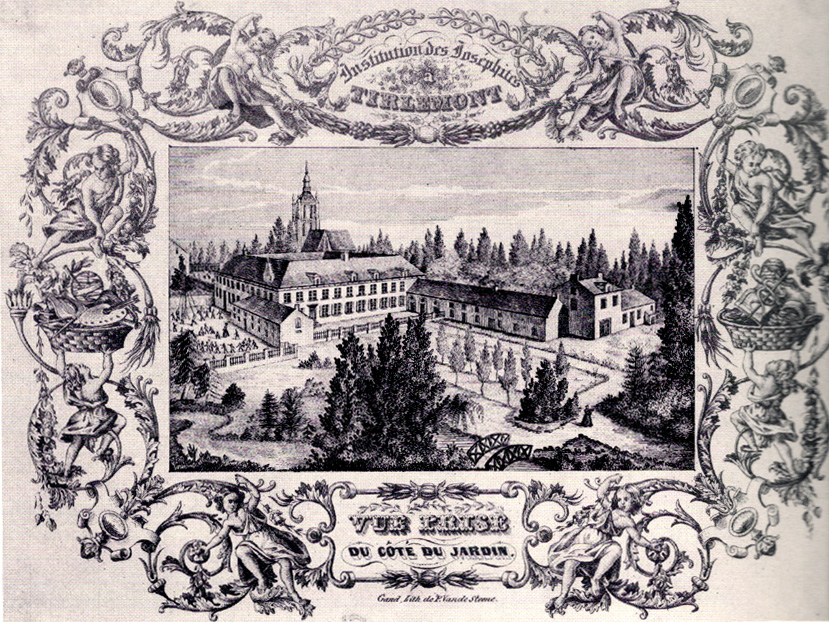
Institution des Josephites à Tirlemont
Vue prise du côté du jardin

## Voorgeschiedenis
Tienen is van oudsher een onderwijsstad. In 1180 stichtte Albrecht, bisschop van Luik waarvan Tienen kerkelijk afhing, het kapittel van Sint-Germanus. Kanunniken van dit kapittel organiseerden openbaar onderwijs en gaven les in de kapittelschool. De hertogen van Brabant waren de kapittelschool genegen: in de dertiende eeuw vergrootte hertog Hendrik I van Brabant het kapittel van de kanunniken van Sint-Germanus aanzienlijk. Na de Tachtigjarige Oorlog en de verwoestingen die de stad onderging werd de kapittelschool onder Albrecht en Isabella rond 1600 toevertrouwd aan de paters karmelieten. Op verzoek van de Tiense geestelijkheid en van het Tiense stadsbestuur namen de paters augustijnen in 1615 de kapittelschool over. De school werd gesplitst: jonge kinderen leerden lezen en schrijven in de bestaande school aan de kerk van Sint-Germanus (voortaan 'parochieschool' of 'kleine school' genoemd), de 'jonkheid' zou les krijgen in het Augustijnencollege ('grote school' of 'hoge school' genoemd). De augustijnen bouwden van 1628 tot 1634 aan hun klooster langs de Augustijnenstraat (de huidige Dr. J. Geensstraat). Het aanpalende huis, de Rode Poort, was al in hun bezit en vormden zij om tot college. Bij de inname van Tienen in 1635 werd de stad door Franse en Staatse legers platgebrand waarbij ook het college en de kloostergebouwen grotendeels werden verwoest. In de moeilijke omstandigheden van de Tachtigjarige Oorlog kon alles toch terug worden opgebouwd. In 1796 hief het Franse regime de Augustijnerorde op: alle gebouwen en bezittingen van de augustijnen werden in 1796 openbaar verkocht. Een paar jaar later gingen de gebouwen grotendeels in vlammen op: alleen een langsgebouw d.d. 1628 bestaat nog.
Het Directoire had dus beslist dat onderwijs voortaan door de staat zou worden ingericht en zo namen citoyens de taak van de augustijnen over. In 1803 werd in Tienen de ‘École secondaire’ opgericht maar die zou slechts tot 1809 bestaan, ondanks de aanstelling in 1807 van een priester als directeur. In 1813 opende een stadscollege de deuren, weer met twijfelachtig succes omdat de katholieke opinie lang niet was uitgeteld. De aanstelling van deken Van Rossem als co-administrator in 1826 kon het tij niet doen keren.
Na de Belgische Onafhankelijkheid (1830) stuurde burgemeester Van Dormael resoluut aan op een reorganisatie van de stadsschool met inbreng van het bisdom. In zijn optiek moest het stadscollege gepatroneerd worden: slechts als een priester de school zou besturen kon ze succes hebben. Van Dormael onderhandelde rechtstreeks met het bisdom, dat zich principieel akkoord verklaarde, mits aanpassing van de statuten en van de patroneringssubsidie. Deze sterke klerikale inmenging was echter een doorn in het oog van de Tiense liberalen waardoor het bisdom het zaakje evenmin nog vertrouwde.

## Oprichting van het Stanislascollege
De barsten in ‘le mariage de raison’ tussen katholieken en liberalen, nationaal maar ook in Tienen, deden kardinaal Sterckx besluiten tot de oprichting van een aparte katholieke middelbare Tiense school. In 1839 verzocht hij E.H. Constant Van Crombrugghe, stichter in 1817 van de paters jozefieten, om dit plan uit te voeren. Vooraanstaande Tiense katholieken hadden voldoende fondsen geleverd om het vroegere klooster van de grauwzusters aan te kopen (aan de Grauwzustersstraat, nu Academiestraat), dat in 1796 door het Franse regime was gesloten en in 1798 openbaar was verkocht. In die gebouwen openden de Jozefieten in 1840 hun eerste Brabantse school, het Collège St.-Stanislas, genoemd naar Stanislaus Kostka, beschermheilige van de jeugd. (Drie jaar later, in 1843, zouden de Jozefieten in Leuven ook het Heilige-Drievuldigheidscollege opstarten.)

## Verstandhouding met de stadsschool geraakt zoekt
Het unionistische stadsbestuur reageerde gepiqueerd op de stichting van het Stanislascollge. Ondanks de suggestie van deken Van Rossem en van de vicaris-generaal om te kiezen voor de goedkoopste oplossing, steun aan in plaats van concurrentie met de nieuwe school, nam de stad een heel ander besluit. De stadsschool werd onmiddellijk op volledig nieuwe leest geschoeid. Ze werd gehuisvest in de nieuwe lokalen van het Weeshuis op de Capucijnenplaats, ze kreeg nieuwe schoolmeubels en de patroneringssubsidie werd opgetrokken. Als directeur werd Louis Jacques Louis benoemd, een priester uit het bisdom Luik. En het Tiense stadscollege kreeg bij zijn lancering in 1841 een nieuwe, ‘katholieke’ naam: Collège St.-Vincent-de-Paul.
Toch was deze school geen lang leven beschoren. In 1846 legde directeur Louis de boeken neer. Opnieuw richtte de stad zich tot het bisdom dat bereid gevonden werd om E.H. Delvaux, ex-bestuurder van het atheneum van Namen, als godsdienstleraar en lid van het administratief schoolbureau te laten functioneren. De benoeming van E.H. Budts tot directeur werd door het bisdom echter geweigerd. De liberale regering was ondertussen volop bezig met de organisatie van officieel middelbaar onderwijs en het bisdom wou geen priester benoemen in een ‘fonction civile’.
De toestand beterde er niet op toen de wet Rogier op het middelbaar onderwijs (01.06.1850) de rol van de Kerk in het officiële net deed krimpen tot het leveren van de godsdienstleraar. Het aantal gepatroneerde instellingen slonk in het aartsbisdom op korte tijd van 9 naar 3 (1856).
In 1850 besliste Tienen (gemeenteraadsbesluit 18.06/1850) dat de stadsschool voortaan een gemeentelijk college met staatssubsidies zou zijn. Het bisdom moest een godsdienstleraar leveren maar weigerde dat te doen zolang er geen garanties waren nopens de godsdienstopvoeding. Pas in 1855, na aanpassing van het schoolreglement, zou E.H. Borré als godsdienstleraar voor het stadscollege worden aangeduid.
Sedertdien volgden de geestelijken met argusogen de religieuze opvoeding in het stadscollege. De meeste leerlingen toonden zich lauwe katholieken en er waren ook ‘schandalen’. In 1861 verleidde een stadsleraar een 16-jarige leerlinge tijdens een privéles, in 1864 werd tijdens de Paascommunie een hostie ontwijd, in 1867 werd de onderdirecteur van het stadspensionaat op een kermisbal betrapt met leerlingen onder zijn toezicht. De clerus stoorde zich constant aan de religieuze onverschilligheid van het lerarenkorps, waarop zij geen vat had. Deze houding evolueerde met de liberale regeringsdominantie naar vijandigheid.
Burgemeester Delporte probeerde nog wel de scherpe kanten weg te vijlen maar de prefect van het stadscollege stelde zich steeds onverzoenlijker op. In zijn brief van 27.8.1881 noteert deken Oliviers: Le mauvais esprit du corps professoral est vraiment détestable. Steeds dieper werd de wig van wantrouwen gedreven tussen de officiële en de vrije school. Notre ennemi, c'est le collège officiel. Il nous faut l'attaquer de front et sur toute la ligne. (deken Oliviers in een brief van 6 juli 1888 aan aartsbisschop Goossens).

## Bloei van het Stanislascollege

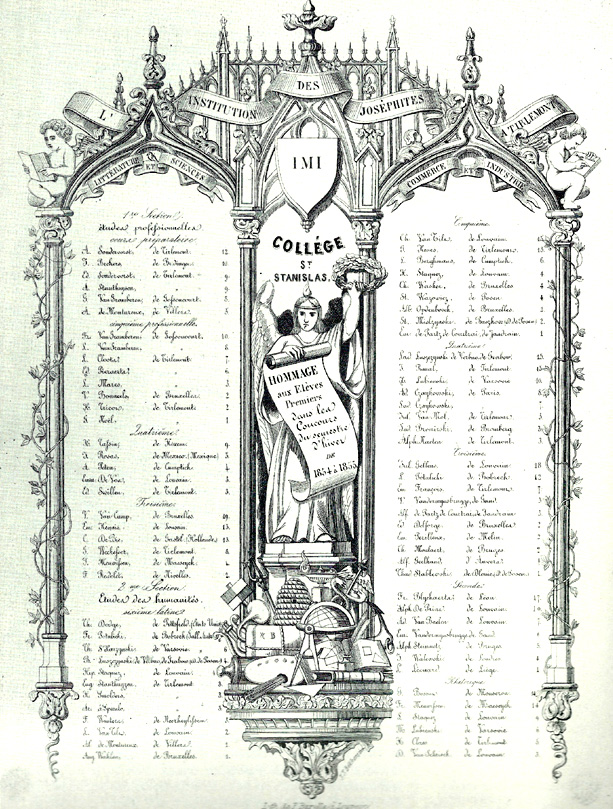
Hommage aux élèves premiers dans les Concours du trimestre d'hiver 1854-1855

De problemen met het stadscollege speelden zich grotendeels buiten het Stanislascollege af en waren vooral een zaak van de stadsclerus en van de lokale politici. De paters Jozefieten bouwden ondertussen naarstig hun nieuwe school in de breedte uit. Waar in 1840 enkel gestart werd met een Cours français was het programma tegen 1850 vervolledigd met een Cours professionel (4 jaar), een Cours Gréco-latine (6 jaar) en een Cours préparatoire (3 jaar).
De eerste 'supérieur' was père Ambroise (Pierre-Joseph Faur, Lodelinsart, 19 maart 1812 - Melle, 8 februari 1895), die na een onderbreking de functie weer bekleedde van 1859 tot 1862. Andere oversten waren: Patrice (Morgan Mac Swiney, 1816-1877, uitgetreden) in 1852-1855, Hilaire (Cambier, 1820-1897) in 1855-1859, 1865-1880 en 1884-1888, Félicien (Campe, 1826-1902) in 1862-1865, Julien (De Craecker, 1826-1887) in 1880-1884. Ook Bonaventure (P. Loomans, 1821-1887) vervulde de functie enige tijd in de aanvangsjaren.
In 1846 had het Stanislascollege 7 geestelijke leraars. Dit aantal groeide gestaag tot 18 in de jaren zestig. Er waren ook een tweetal leken-leraars, vanaf 1883 werden er dat 4 tot 6. Zij leerden de bijzondere vakken aan. Een groep van 10 broeders, geholpen door 4 mensen dienstpersoneel en enkele werklui, stonden in voor de materiële omkadering, waaronder de zorg voor de boerderij.
Het aantal leerlingen nam toe van 87 in 1840 tot 225 in het topjaar 1882. In de jaren ’80 bleef het leerlingenaantal schommelen rond de 200, waarvan ca. de helft internen.

## Een internaat met bont gezelschap
In het internaat, voor de paters de ruggengraat van de school, zaten leerlingen met allerlei nationaliteiten. Redelijk wat Engelsen, Ieren, Schotten en Polen, enkele Noord-Amerikanen, Fransen, Nederlanders uit Batavia, Luxemburgers, een Zwitser, een Costaricaan en een Mexicaan. De Belgische 'pensionnaires' kwamen uit de rijke middenstand. Zij waren de zonen van apothekers, fabrikanten, burgemeesters, brouwers, molenaars, gemeentesecretarissen, drukkers, veehandelaars, bakker-patissiers, hypotheekbewaarders, gemeenteontvangers, steenbakkers, renteniers. Er waren ook enkele edelen uit de families de Marotte en de Partz de Courtray.

## Het plotse einde
Bij het begin van de jaren tachtig zag alles er goed uit voor het Stanislascollege maar echt een volle wind in de zeilen heeft de school nooit gehad. Problemen situeerden zich op verschillende vlakken: moeilijkheden binnen de communauteit, financiële moeilijkheden, concurrentie van andere vrije scholen en een te sterk op het internaat gemodelleerd concept. De spanningen binnen de religieuze gemeenschap kwam men wel te boven maar de school geraakte nooit uit de rode cijfers. In de verslagen van de superiors staan jeremiades over de concurrentie van het minder dure Klein Seminarie van St.-Truiden, over wanbetalers, onderwijs aan arme kinderen in de voorbereidende afdeling, levensmiddelenduurte, het dure onderhoud van de oude gebouwen. En vreemd genoeg, de stijging van de schoolbevolking verergerde de toestand. In 1883 viel het aantal internen onrustwekkend terug. De daling was te wijten aan de mededinging van nieuwe bisschoppelijke colleges en, niet in het minst, van het eigen St.-Maternusinstituut te Tongeren, dat in 1883 werd opgericht. De inkrimping van de kostschool en de aangroei van de externen confronteerde de congregatie met een schoolbevolkingspatroon dat niet paste in haar pedagogisch concept.
In 1887-1888 slonk ook het externaat met meer dan 10%. De agitatie van de Vlaamse studenten stelde het geduld van de paters bijkomend op de proef. Zij beschouwden de toestand als onhoudbaar en sloten de deuren. Op 31 augustus 1888 werden de Tiense eigendommen - gebouwen en gronden in 40 loten op 3 ha 9 a 40 ca - in de herberg van J. Grammee (Stationsplein), openbaar verkocht door notaris Rosseeuw-Crampen. De stad verwierf 1 ha 38 a 70 ca voor 110.000 fr. De gebouwen zouden in de toekomst het gemeentelijk college, de lagere school, de stadsbibliotheek en het vredegerecht huisvesten.
Bijna een halve eeuw jozefietenonderwijs behoorde daarmee tot het verleden. Door de te grote aandacht voor het pensionaat had men de realiteit van de provinciestad Tienen uit het oog verloren met zijn vijandig stadsbestuur en een ommeland van agrarische parochies.